# クラリネット
クラリネットは管楽器の一種で、1枚の簧（リード）を振動源として音を出す単簧（シングル・リード）の木管楽器である。

## 概要
クラリネットは、ドイツ・ニュルンベルクのヨハン・クリストフ・デンナーが、1700年頃にシャリュモー（仏: chalumeau）を改造して製作したのが始まりとされる。シャリュモーはフランスの古楽器であって、シングルリードの円筒形木管楽器であり、18世紀の後半頃までオーケストラに使用されていたといわれている。しかし、現存する楽器は作者不詳のものが多く、関連資料もわずかしか残っていないので、製作年代はよく分かっていない。
パンフルートと同様に閉管構造の楽器であって、全長のほとんどを占める管体の太さはほぼ一定（円筒形）である。閉管なので、同じ長さの開管楽器よりも最低音が1オクターヴ低い。偶数倍音がほとんど発生しない ので、音波の波形は矩形に近く、独特の音色をもっている。
本体は大きく4つに分割することができ、吹口の側からマウスピース、バレル（俵管）、管体、ベルと呼ぶ。マウスピースには、リードがリガチャーによって固定されている。単にクラリネットと言った場合はソプラノ・クラリネットを指し、変ロ調（B♭）管とイ調（A）管が一般的である。両者は吹口の部分が共通なので、この部分だけを差し替えることもできる。B♭管の場合、全長670 mm、内径15 mm程度である。ソプラノ・クラリネット以上の大きさのものでは、管体をさらに上部管（上管）と下部管（下管）に分割できるものが多い。少数ではあるが、ソプラノ・クラリネットでも一体型の管体のものがある。
クラリネットには同属楽器が多く、クラリネット属と総称する。音域を変えるために管の長さを変えたものであり、運指などはほとんど同じである。ハ調のソプラノ・クラリネット以外は、移調楽器として扱われる。同属の中のバセット・ホルンは1770年頃にバイエルンのマイヤーホーファー (Mayerhofer) によって作られ、バス・クラリネットなどの低い音域のクラリネットの原型は1838年頃にベルギーのアドルフ・サックスによって作られたといわれている。

## 音域と音色
以下の説明文で、イロハ音名での表記は記譜音を指す。
クラリネットの音域は、記譜で中央ハ音の下のホから上に約4オクターヴ弱である。フルートなど開管の木管楽器では第2倍音である1オクターヴ上の音が、同じかまたは似た運指となる。しかし、閉管のクラリネット属では第2倍音が使えないので、第3倍音である1オクターヴと完全5度上の音が類似の運指となる。すなわち、最低音のホですべての側孔を閉じ、ヘ-ト-イ-ロ-ハ-ニ-ホ-ヘ-ト-イと変ロまで順次開けて行き、1オクターヴと完全5度上のロで再びすべての側孔を閉じる。このとき第3倍音を出しやすくするためにレジスター・キー（他の楽器でのオクターヴ・キーに相当）の孔だけ開く。上のロの直下の変ロおよびイの音域は頭部の短い部分だけで共鳴するので、「喉の音」（スロート・トーン）と呼ばれ、他の音域とは異なる音色となる（木管楽器#音の高さを変える方法も参照）。
クラリネットのヴィブラート奏法はクラシック音楽では少ないが、ジャズなどでは少なくない。
クラリネットの音域は、次の4つの領域に分けられる。
シャリュモー音域
（記譜でE3-F#4）
最も低い音域は基音によって出す領域でシャリュモー音域と呼ばれ、音は太く丸く、よく通る。この呼び名は、もととなったフランスの古楽器である前述のシャリュモーにちなむ。シャリュモー音域の中の低音域は野性的な響きを併せ持ち、怪しげな雰囲気を醸し出すことも可能である。
ブリッジ音域
（記譜でG4-Bb4）
シャリュモー音域のすぐ上はブリッジ音域と呼ばれ、いわゆる「喉の音」の領域である。シャリュモー音域と同様に基音であるが、デンナーがシャリュモーを改良した際に、シャリュモー音域とクラリオン音域（次項）の間を"橋渡し"するためにキーを取り付けた領域なので"ブリッジ"音域と呼ばれるのである。この音域は倍音に乏しく、暗くくすんだような音色になりがちである。標準の運指では、上の音域との間を行き来する場合、たくさんの指を一度に動かす必要があるので運指が難しく、また共鳴する管長が著しく変化するため呼気のコントロールも難しい。
クラリオン音域
（記譜でB4-C6(C#6)）
ブリッジ音域のすぐ上は第3倍音によって出す領域で、クラリオン音域と呼ばれる。明るく開放的で艶があり、金管楽器のクラリオンを彷彿させる。「小さな（接尾辞et）クラリオン（clarion）」という意味の「クラリネット（clarinet）」という名称もこの音色からきている。
アルティッシモ音域
（記譜でD6-A6）
最も高い音域（シャリュモー音域の3オクターヴ上）は、第5、7、9倍音によって出す領域で、アルティッシモ音域と呼ばれる。比較的細目で極めて通りの良い音である。しかし、音程はとりにくく、上がるにつれて鋭さが勝ってくる。

## キー・システム
| 写真 | タイトル                                                                                            | 写真 | タイトル                                                                                           | 写真 | タイトル |
| ---- | --------------------------------------------------------------------------------------------------- | ---- | -------------------------------------------------------------------------------------------------- | ---- | --- |
|      | 5つのキーを持つクラリネット、マウスピースはオーバーブローイングポジション、1800年頃                 |      | イワン・ミュラー・クラリネット、13キー、渦巻き型トーンホール、革製オーバーレイ、1812年製           |      | アルバート・クラリネット、1850年頃、技術的にはミュラーとエーラー・クラリネットの中間                        |
|      | 1860年頃のバーマンのクラリネットは、技術的にはミュラーとエーラーの中間に位置する。                  |      | エーラー式クラリネット、カバードキーなし、低音補正機構なし                                         |      | ベーム式クラリネット、17キー6リング                                                                         |
|      | 1870年にビュッフェ・クランポンによって設計された21のキーと7つのリングを持つフルベームクラリネット。 |      | 1905年に設計されたエーラー式クラリネット、その後低音EとFを改善するために低音補正機構が追加された。 |      | フリッツ・ヴーリッツァーが1949年に設計した、19のキーと7つのリングを持つリフォームド・ベーム・クラリネット。 |

クラリネットの前身楽器であるシャリュモーが一般化しなかったのは、前述のように第2倍音が使えないので、1オクターヴと完全5度の音のために異なる指穴を開けなければならない。それでは穴が多すぎる上、間隔も広すぎて人間の手指では押さえきれないので、狭い音域しか実用にならなかったためである。しかし、キー装置が開発されたことにより、必要なとき以外は常に閉じておいたり、指の届かないところに開けた穴を開閉したりすることもできるようになった。これによって、初めて1オクターヴと完全5度の指穴に対応し、基音と第3倍音との間に隙間のない、連続した広い音域を持った楽器が作れるようになったのである。
指穴の配列並びにキー・システムは、現在までさまざまなものが開発されている。
ベーム式（フランス式）
最も一般的なシステム。1843年にフランスのビュッフェ（L. A. Buffet 1885年没）とクローゼ（H. E. Klosé 1808年-1880年）によって、1832年のベーム式フルートのキー・システムを応用して開発され、1844年に特許を得た。機構は複雑であるが、運指が比較的単純で機動性が高く、初心者にも扱いやすい。日本では、ほとんどの奏者がベーム式の楽器を使用している。
エーラー式（ドイツ式）
1812年にミュラー（I. Müller）が開発した13キーのクラリネットを元に、ベーム式クラリネットの発明から約60年後にオスカール・エーラーによって開発されたシステム。ベーム式の利点も取り入れられ、音色もよいことから、特にドイツのクラシック演奏者はエーラー式を好んで使っている。吹奏楽ではあまり使われず、オーケストラで用いられる。
その他
オーストリアではウィーンアカデミー式（ウィーン式）という楽器が使用されている。
アルバート式は、音量は大きいが、音色がベーム式やエーラー式とは明らかに異なる。古いスタイルのジャズでよく使われたが、最近はあまり用いられていない。
リフォーム・ベーム式は、エーラー式用の管体に、ベーム式キー・システムを実装したものである。エーラー式の音色のよさとベーム式の機動性とを兼ね備えている。
かつては木材や象牙でキーを製造した時代もあった。しかし、現在はほとんどが金属製で、主に洋白が用いられており、表面に銀メッキあるいはニッケルメッキを施されているのが一般的である。金属の配合比率やメッキの質・厚さなどは、メーカーによって異なっている。キーは素手で簡単に曲げられる程度の強度なので、楽器の組み立て・分解の際に変形させないよう注意する必要がある。変形するとキーバランスが崩れ、音質・音程に影響する。
キーのうち、音孔を指で直接塞ぐ部分以外には、タンポ（次項）が接着されている。また、キーを操作したとき、管体や他のキーと触れる部分にはコルクなどが貼られており、この厚みもキーバランスに影響する。

## 材質と構造

### タンポ
タンポ（タンポンとも）は音孔のうち指では直接開閉できない部分をカバーするためにキーに取り付けられた、円盤型で柔軟性を有する部品で、通常はシェラックと呼ばれる天然素材の接着剤でキーに固定されている。
タンポの素材としては、フェルトをフィッシュスキンで包んだものが一般的である。実際は羊などの腸皮であることが多いく、ブラダーとも呼ばれる。豚、羊、カンガルーなどの革を用いたものもあり、アルト・クラリネット以下の低音楽器は全て革タンポが一般的である。レジスターキーにはコルクが用いられることが多い。また、近年では合成皮革やハイテク素材、廉価版にはスチロールを用いたものもある。屋外で使用されることが多いプラスチック製の楽器や初心者向けのものでは、耐久性や価格の面から合成素材が多く用いられる。

### マウスピース
ベック、唄口、歌口ともいう。もともとは木製であった が、現在はエボナイト（硫黄で硬化させたゴム）製が主流である。
エボナイト以外の素材では、クリスタル・ガラス、フェノール樹脂、アクリル樹脂、水晶による硬化ゴム を用いたものなどもある。

### リード
ダンチク製がもっとも一般的で、収穫後数年間乾燥させてからリードの形状に加工され、厚さ・コシの強さなどによって分別される。表示は1（Soft）から5（Medium）など、メーカーによってさまざまである。ただし、個々のメーカーが定めた独自基準で標準化はされておらず、同じ表示でもメーカーによって硬さが異なることがある。
リードは、使用するマウスピースやリガチャー、奏者の好みに応じて適切なものを選ぶ。マウスピースメーカーによっては、推奨される範囲の固さを示している場合もある。奏者の大半はメーカー製のリードを購入する。しかし、その多くがリードの調整を行っており、また一部ではリードを自作する奏者もいる。リードの調整は、目の細かい紙ヤスリや特殊なナイフ、専用のカッター、砥石などを用いる。
プラスチック製のリードや、木材を溶かし込んだ特殊な繊維を圧縮して作られたリードもある。天然素材でない分、気温や湿度の影響を受けにくく、長持ちするといわれる。しかし、倍音の豊かさなどの音色の点で敬遠する奏者も多い。

### リガチャー
リードをマウスピースに固定する部品で、古くは紐が使われていた。現在は、ベルト状の皮または人造皮革にねじを付けたものと、金属製のリガチャーが一般的である。皮の代わりに合成ゴムを使用したものや、リードやマウスピースに接触する部分が極力減るよう金属棒で作られた骨組みのようなものもある。リガチャーはクラリネットの音源となるリードの振動を受け止めるものであるから、音色にも影響する。
皮などを用いたリガチャーはリードの振動を吸収し、柔らかい音色になる。これは、リードの振動エネルギーをリガチャーに逃がしてしまうということでもあるので、金属製のリガチャーに比べ同じ音量を得るのにより強い息が必要になる。しかし、音の暴れは金属製に比べて少ないとされる。
金属製のリガチャーはリードの振動を吸収しにくいので、より弱い息でも楽に音量を出せる。特に高次倍音（俗に音色の芯などと呼ばれる）が吸収されにくいので、よく通る音を楽に出せるとされている。
マウスピース、リード、リガチャーは密接な関係にあり、一般的に仕掛けと呼ばれひとつを変えても吹奏感や音色が大きく変わることがある。

### バレル
樽、ビルネ、ネックともいい、マウスピースと管体とを接続する部品である。しかし、音色や吹奏感に大きく影響する。したがって、近年では楽器のメーカーが管体と同じ材質以外にも、さまざまな素材、さまざまな形状の互換バレルを作っている。バレルの長さが楽器全体のピッチを変化させるので、各メーカーとも、長さの異なる純正バレルを何種類か用意していることが多い。

### 管体
木製が一般的で、グラナディラという黒檀に似た黒くて硬い木が最もよく用いられている。近年は良質なグラナディラの入手が困難になってきていることから、グラナディラの粉末とグラスファイバーなどを混合して成形した合成素材のものもある。この他に黒檀やローズウッド、ココボロ、ツゲなども用いられている。
廉価モデルではABS樹脂（合成樹脂の一種）製のものもあり、軽く取り扱いが容易な上、天然木につきものの「割れ」を心配する必要もないため、教育現場などで多用され、野外での使用にも適している。
メタル・クラリネットという、真鍮や銀などの金属管で作られたものもある。特にコントラバスクラリネットなど、大型のクラリネットでは、材木の入手困難性や耐久性の問題などから、金属管のものも少なくない。

### ベル
マウスピースの反対側に位置する部品で、閉管楽器のクラリネットといえども、この部分だけは円錐形である。材質はバレルと同様である。ベルには音孔もキーもないのが一般的である。しかし、中にはベルにも音孔とキーが取り付けられたものもあり、また音質・音程への配慮から穴が開けられているモデルもある。

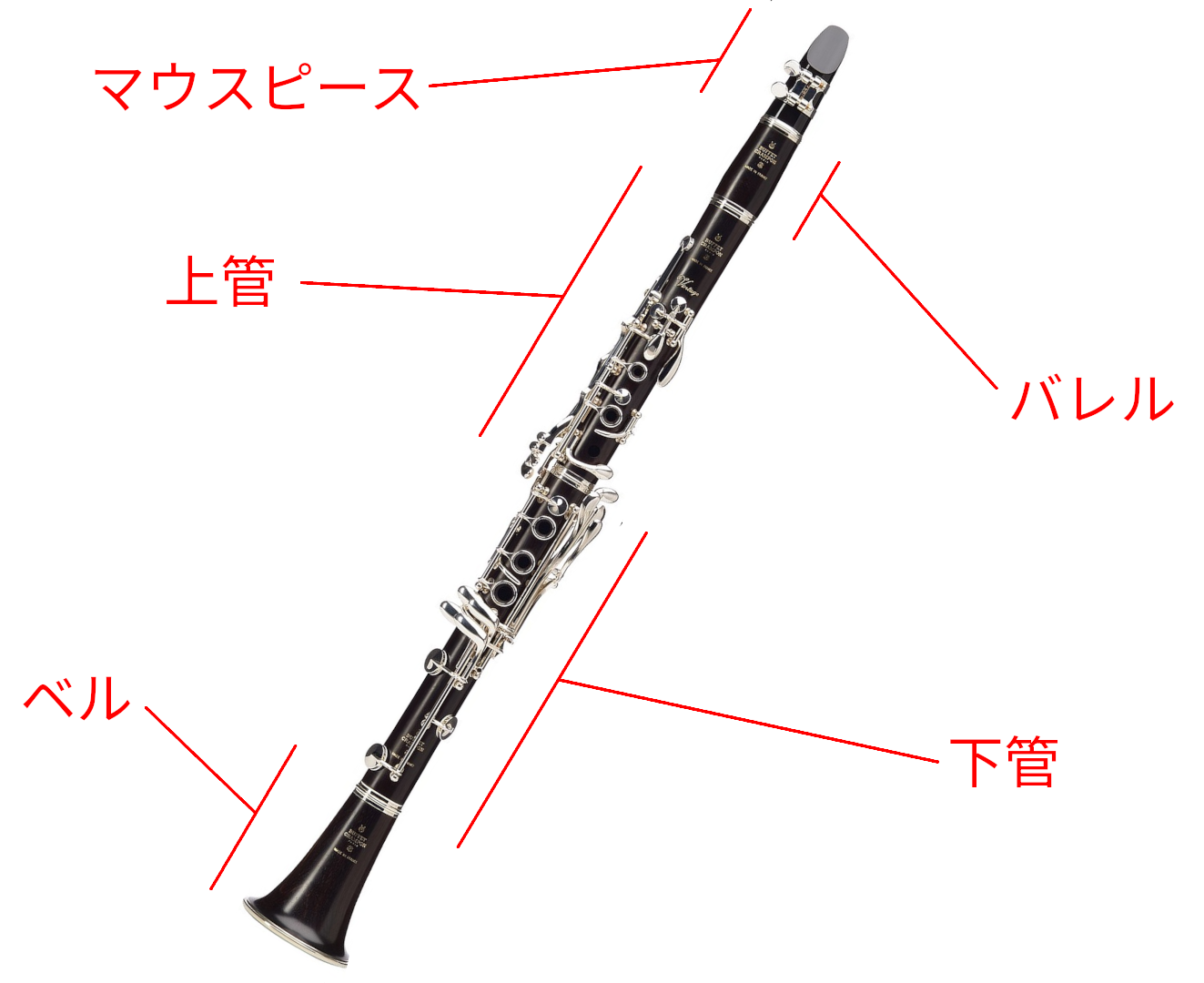
クラリネットの各パーツ。上から、マウスピース、バレル、管体（上管、下管）、ベル。

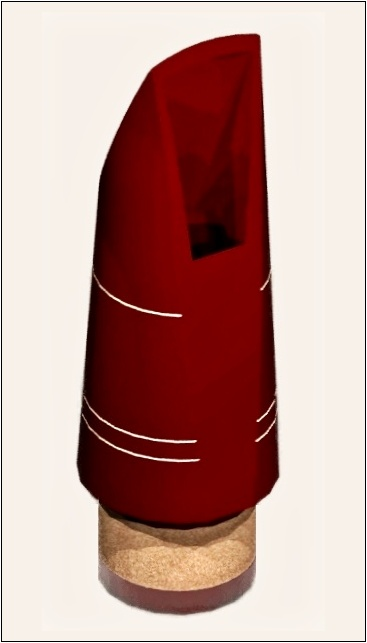
マウスピース
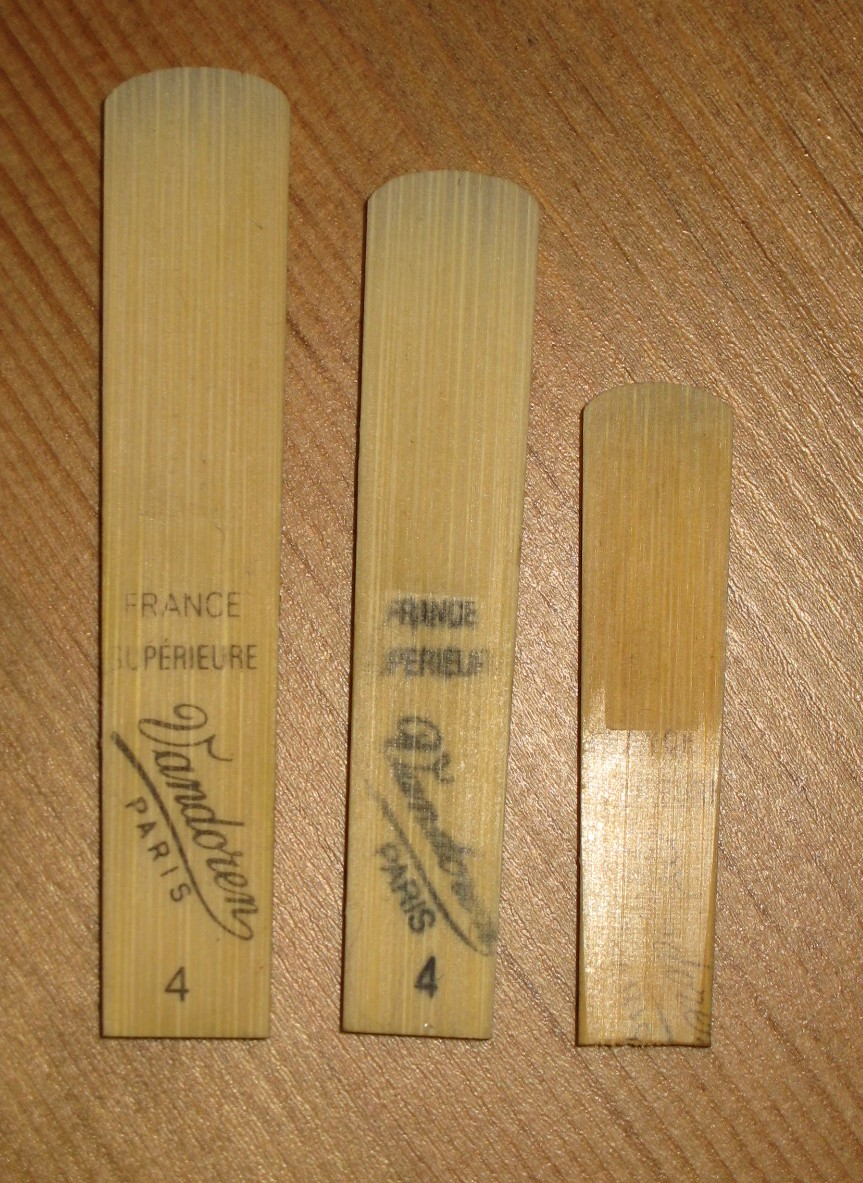
リード（左から B♭、E♭、A♭用）
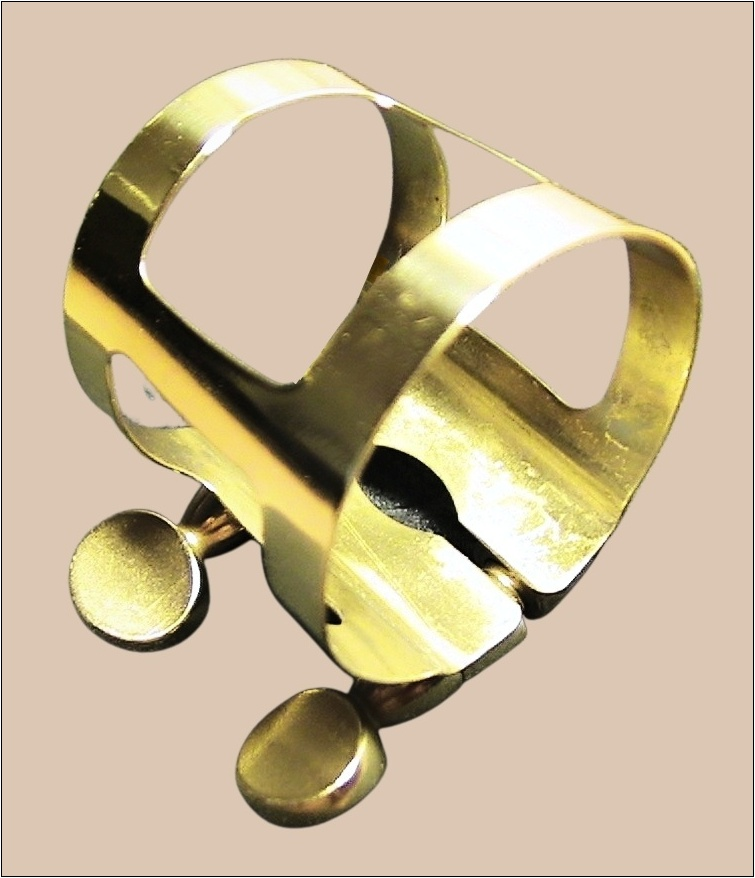
リガチャー
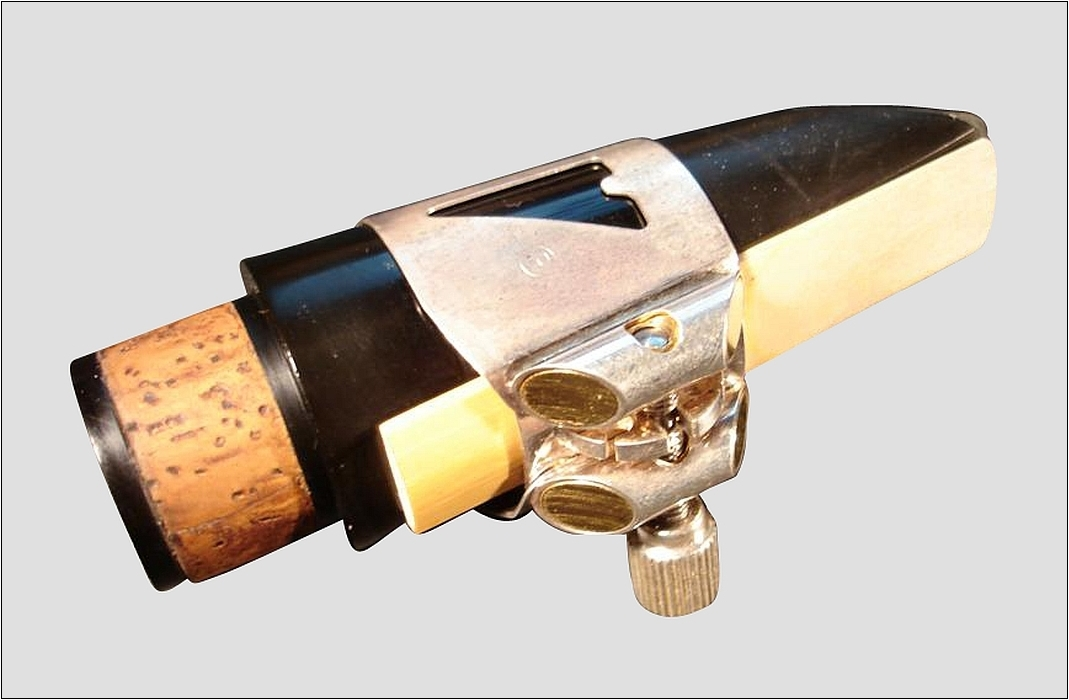
マウスピースにリードを取り付けた状態
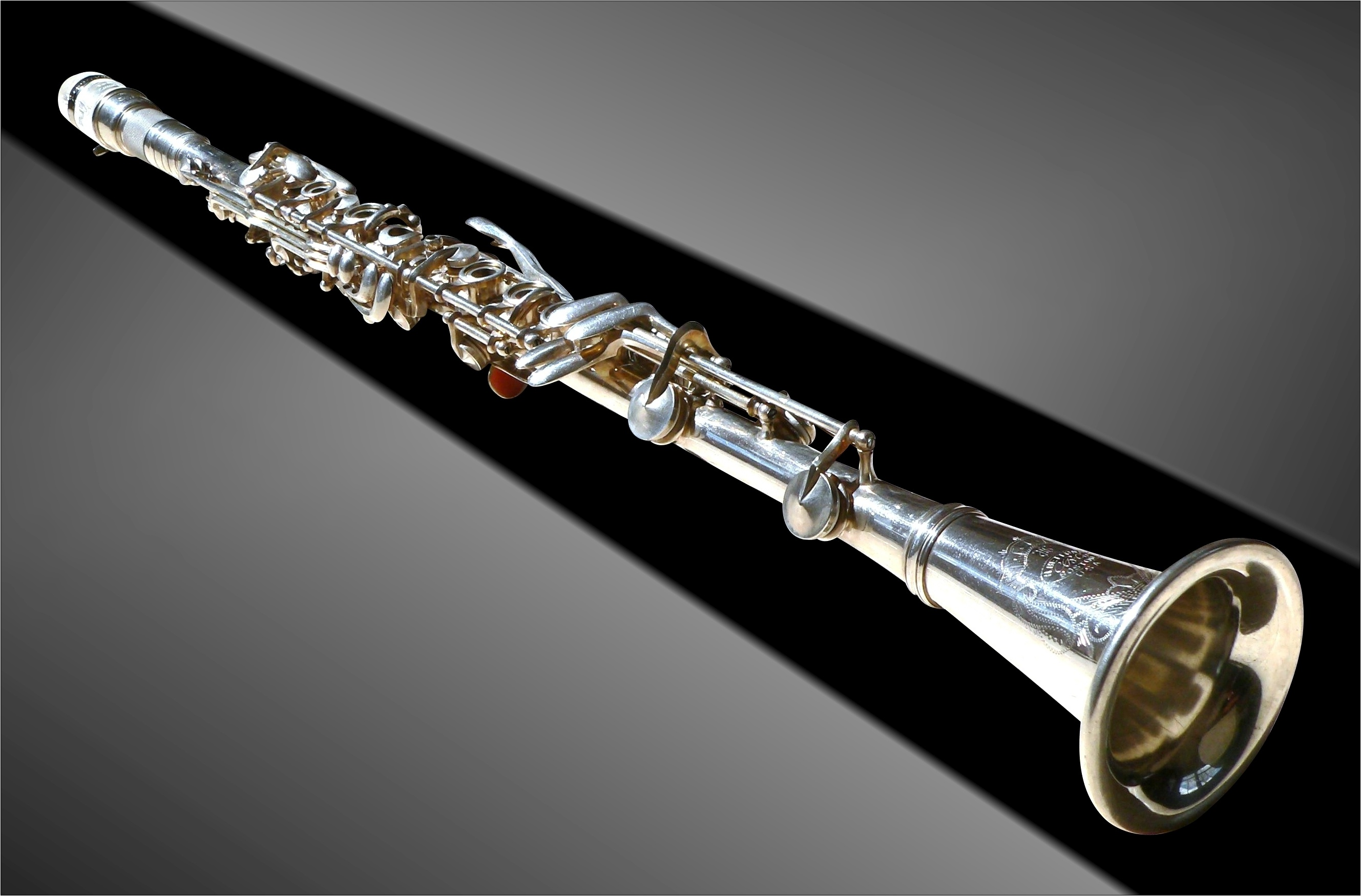
メタル・クラリネット
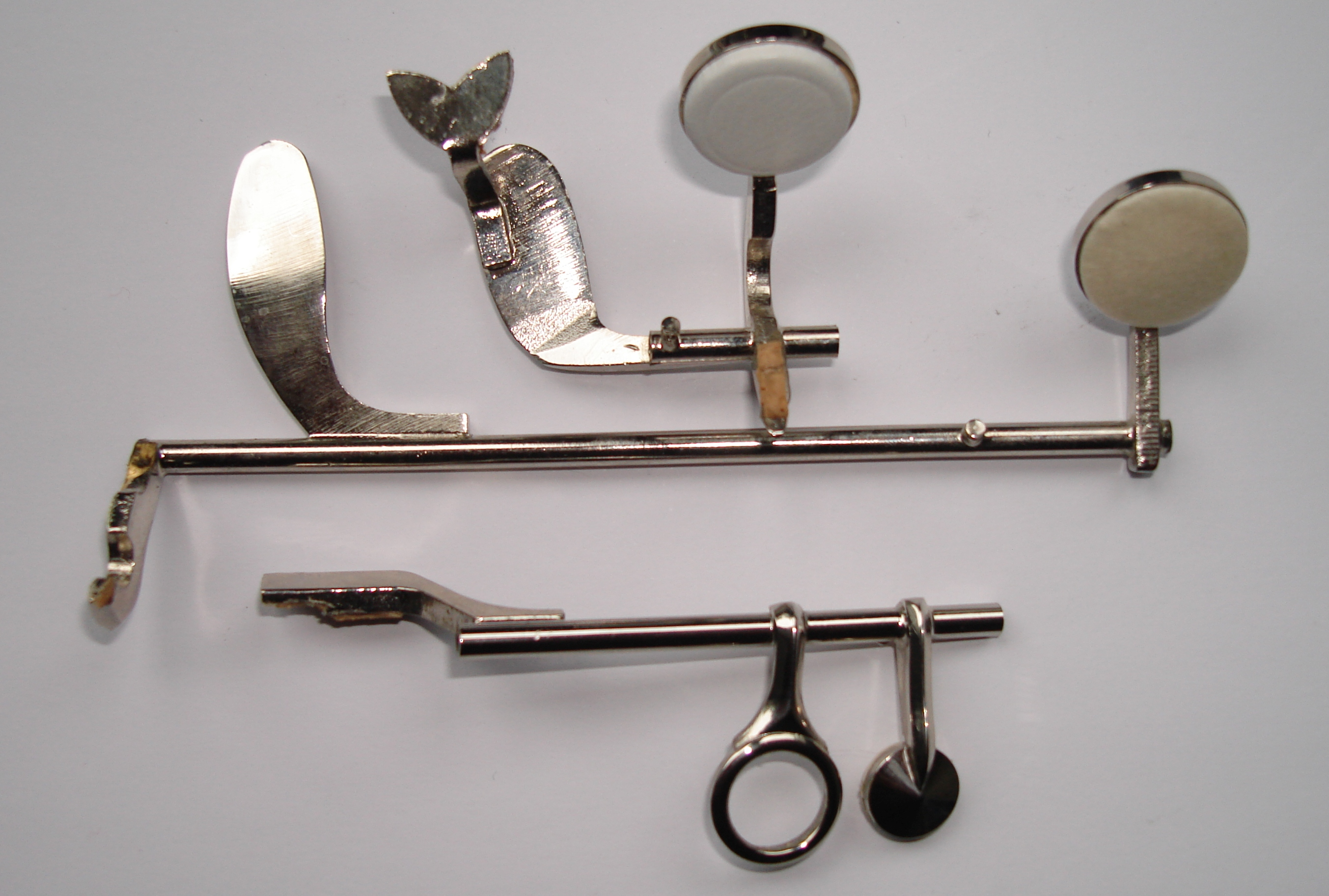
取り外したクラリネットのキー。円盤状のタンポが取り付けてある。

## 特殊奏法
クラリネットには様々な特殊奏法があり、主にジャズや現代音楽などに用いられている。
重音奏法
同時に複数の音を出す奏法。クラリネットの場合、「きれいな音」にはならないことが多い。
フラッターツンゲ（フラッタータンギング）
舌や喉を震わせることにより巻き舌のごとく "r r r r r r" と発音する奏法。　
循環呼吸
鼻から肺へ空気を吸引する間に口腔内に溜めた空気により楽器を鳴らし続ける奏法。
微分音程度のグリッサンドまたはポルタメント
グリッサンドは2音間を等速に指を滑らせて移行する奏法、ポルタメントは次の音に移る瞬間に渡りをつけるように指を滑らせて移行する奏法。このとおりに、両者は異なる技法である。グリッサンドは、ガーシュウィン作曲「ラプソディ・イン・ブルー」の最初のソロで用いられていることでよく知られている。

## 主な教則本
- J.R.グルウサン著、J.ランスロ監修、二宮和子訳 『クラリネット学習の為の合理的原則』 ブージー & ホークス社 ISBN 4636013816 ； 初心者用として定番の教則本。
- H.クローゼ著、S.ベリソン編著 『クローゼ・クラリネット教本1』 全音楽譜出版社 ISBN 4-11-548311-3　（2017年現在絶版）
- H.クローゼ著、S.ベリソン編著 『クローゼ・クラリネット教本2』 全音楽譜出版社 ISBN 4-11-548312-1　（2017年現在絶版）
- 板倉康明 校訂 『クローゼ・クラリネット教則本』 全音楽譜出版社 ISBN 4-11-549501-4

## 同属楽器

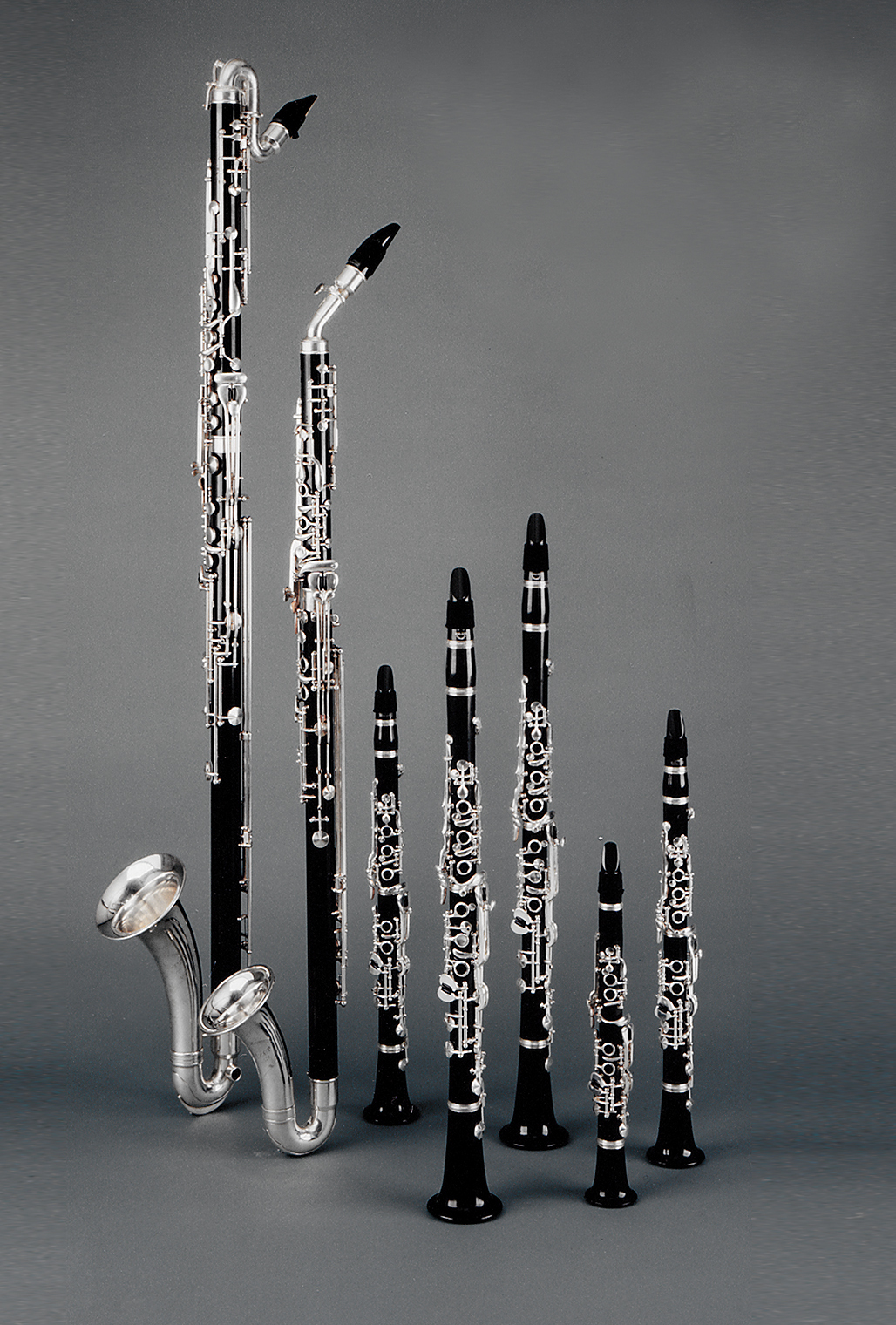
クラリネット属: 左からバス・クラリネット、バセット・ホルン、ニ調、変ロ調、イ調、ト調、変ホ調のクラリネット、イ調のバセット・クラリネット

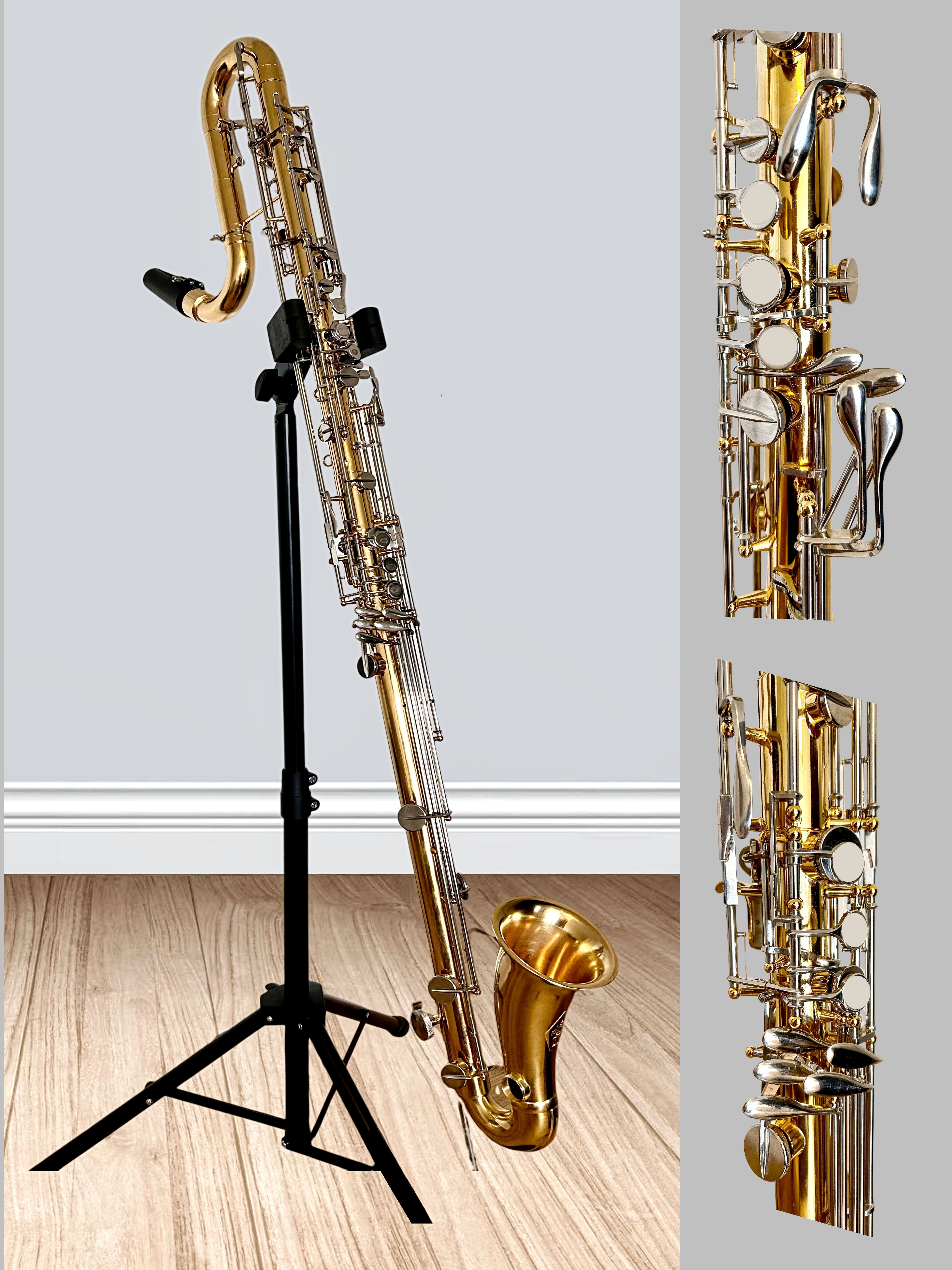
コントラアルト・クラリネット

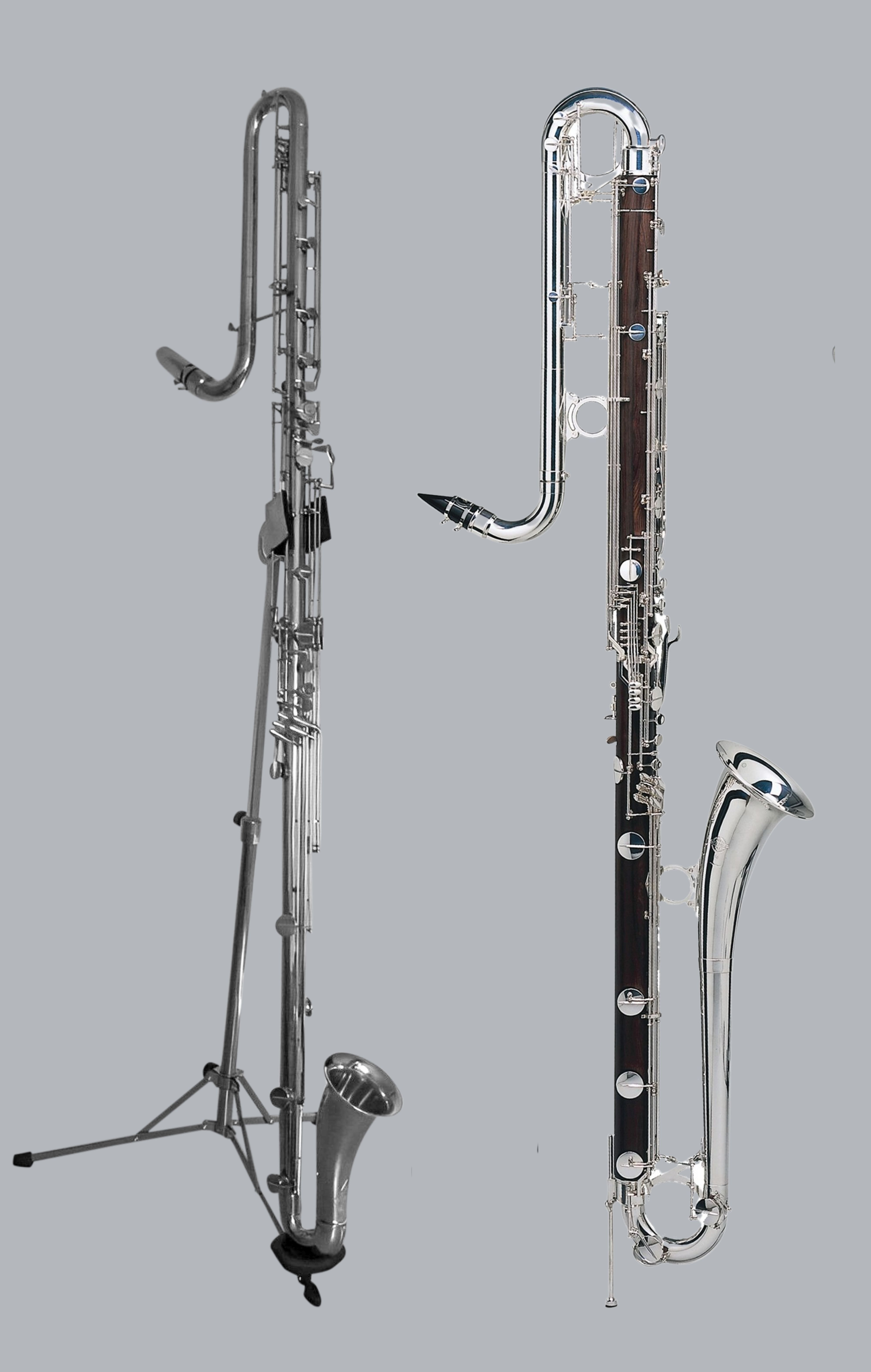
金属とローズウッドで製作されたコントラバスクラリネット。

より高い音や低い音を求めて同属楽器が作られている。主なものは次の通りで、いずれも原則的に同じ運指を用いることができる。
ハ調のソプラノ・クラリネットを除いて、通常は移調楽器として取り扱われ、ト音記号で記譜される。しかし、バス・クラリネット以下の低音楽器はヘ音記号で記譜されることもある。
| 呼称                                                                     | 呼称 | 管調 | 管調 | 管調 | 記音に対する 実音 | 記音に対する 実音          | 備考 |
| 和名                                                                     | 各言語名 | 独   | 英   | 日   | 記音に対する 実音 | 記音に対する 実音          | 備考 |
| ------------------------------------------------------------------------ | --- | ---- | ---- | ---- | ----------------- | -------------------------- | --- |
| ソプラニーノ・クラリネット （ピッコロ・クラリネット） （小クラリネット） | 伊：clarinetto piccolo 独：kleine Klarinette (Piccoloklarinette) 仏：petite clarinette (clarinette sopranino) 英：sopranino clarinet (piccolo clarinet) | As   | A♭   | 変イ | ↑                 | 短6度                      | 小編成のバンドなどで使われる。                                                                                             |
| ソプラニーノ・クラリネット （ピッコロ・クラリネット） （小クラリネット） | 伊：clarinetto piccolo 独：kleine Klarinette (Piccoloklarinette) 仏：petite clarinette (clarinette sopranino) 英：sopranino clarinet (piccolo clarinet) | G    | G    | ト   | ↑                 | 完全5度                    | シュランメル音楽で使われる。                                                                                               |
| ソプラニーノ・クラリネット （ピッコロ・クラリネット） （小クラリネット） | 伊：clarinetto piccolo 独：kleine Klarinette (Piccoloklarinette) 仏：petite clarinette (clarinette sopranino) 英：sopranino clarinet (piccolo clarinet) | F    | F    | ヘ   | ↑                 | 完全5度                    | メンデルスゾーンの吹奏楽のための序曲作品24で使用されている。                                                               |
| ソプラニーノ・クラリネット （ピッコロ・クラリネット） （小クラリネット） | 伊：clarinetto piccolo 独：kleine Klarinette (Piccoloklarinette) 仏：petite clarinette (clarinette sopranino) 英：sopranino clarinet (piccolo clarinet) | Es   | E♭   | 変ホ | ↑                 | 短3度                      | 俗にエスクラと呼ばれる。特に近代以降の大編成の管弦楽曲で多用される。                                                       |
| ソプラニーノ・クラリネット （ピッコロ・クラリネット） （小クラリネット） | 伊：clarinetto piccolo 独：kleine Klarinette (Piccoloklarinette) 仏：petite clarinette (clarinette sopranino) 英：sopranino clarinet (piccolo clarinet) | D    | D    | ニ   | ↑                 | 長2度                      | モルターの協奏曲、リヒャルト・シュトラウスのティルオイレンシュピーゲルの愉快な悪戯、レスピーギのローマの祭などで活躍する。 |
| ソプラノ・クラリネット （クラリネット）                                  | 伊：clarinetto (clarinetto soprano) 独：Klarinette (Sopranoklarinette) 仏：clarinette (clarinette soprano) 英：clarinet (soprano clarinet)              | C    | C    | ハ   | ＝                | 同度                       | B♭管で代用されてきたが、良い音色の楽器が開発され、よく使われるようになっている。                                           |
| ソプラノ・クラリネット （クラリネット）                                  | 伊：clarinetto (clarinetto soprano) 独：Klarinette (Sopranoklarinette) 仏：clarinette (clarinette soprano) 英：clarinet (soprano clarinet)              | B    | B♭   | 変ロ | ↓                 | 長2度                      | 最も標準的なクラリネット。                                                                                                 |
| ソプラノ・クラリネット （クラリネット）                                  | 伊：clarinetto (clarinetto soprano) 独：Klarinette (Sopranoklarinette) 仏：clarinette (clarinette soprano) 英：clarinet (soprano clarinet)              | A    | A    | イ   | ↓                 | 短3度                      | 管弦楽では標準的。 吹奏楽ではほとんど使われない。                                                                          |
| ソプラノ・クラリネット （クラリネット）                                  | 伊：clarinetto (clarinetto soprano) 独：Klarinette (Sopranoklarinette) 仏：clarinette (clarinette soprano) 英：clarinet (soprano clarinet)              | G    | G    | ト   | ↓                 | 完全4度                    | トルコの民族音楽で使われる。                                                                                               |
| バセット・クラリネット                                                   | 伊：clarinetto di bassetto 独：Bassettklarinette 仏：clarinette de basset 英：basset clarinet                                                           | B    | B♭   | 変ロ | ↓                 | 長2度                      | 低音域をバセット・ホルン相当の記音Cまで拡張したもの。モーツァルトは好んでこの楽器のために楽曲を書いた。                    |
| バセット・クラリネット                                                   | 伊：clarinetto di bassetto 独：Bassettklarinette 仏：clarinette de basset 英：basset clarinet                                                           | A    | A    | イ   | ↓                 | 短3度                      | 低音域をバセット・ホルン相当の記音Cまで拡張したもの。モーツァルトは好んでこの楽器のために楽曲を書いた。                    |
| クラリネット・ダモーレ                                                   | 伊：clarinetto d'amore 独：klarinette d’amore 仏：clarinette d'amour 英：clarinet d'amore                                                               | G    | G    | ト   | ↓                 | 完全4度                    | コールアングレに似た丸状の洋梨のようなベルを備え付けたクラリネット。現代では低音域が拡張されている。                       |
| バセット・ホルン                                                         | 伊：corno di bassetto 独：Bassetthorn 仏：cor de basset 英：basset horn                                                                                 | G    | G    | ト   | ↓                 | 完全4度                    | 構造が普通のクラリネットとは若干異なり、低音域が広い。                                                                     |
| バセット・ホルン                                                         | 伊：corno di bassetto 独：Bassetthorn 仏：cor de basset 英：basset horn                                                                                 | F    | F    | ヘ   | ↓                 | 完全5度                    | 低音域を更に拡張したもの。かつてはFアルトで代用されてきた。                                                                |
| アルト・クラリネット                                                     | 伊：clarinetto contralto 独：Altklarinette 仏：clarinette alto 英：alto clarinet                                                                        | F    | F    | ヘ   | ↓                 | 完全5度                    | バセットホルンの代用として使われる。                                                                                       |
| アルト・クラリネット                                                     | 伊：clarinetto contralto 独：Altklarinette 仏：clarinette alto 英：alto clarinet                                                                        | Es   | E♭   | 変ホ | ↓                 | 長6度                      | 吹奏楽等でヴィオラ音域を担当する。                                                                                         |
| バス・クラリネット                                                       | 伊：clarinetto basso (clarone) 独：Bassklarinette 仏：clarinette basse 英：bass clarinet                                                                | B    | B♭   | 変ロ | ↓                 | 長2度（仏式）              | 大編成の管弦楽や吹奏楽で低音域を担う。ファゴットには苦手な弱音や、敏速な動きも可能。                                       |
| バス・クラリネット                                                       | 伊：clarinetto basso (clarone) 独：Bassklarinette 仏：clarinette basse 英：bass clarinet                                                                | B    | B♭   | 変ロ | ↓                 | 1オクターヴ+ 長2度（独式） | 大編成の管弦楽や吹奏楽で低音域を担う。ファゴットには苦手な弱音や、敏速な動きも可能。                                       |
| バス・クラリネット                                                       | 伊：clarinetto basso (clarone) 独：Bassklarinette 仏：clarinette basse 英：bass clarinet                                                                | A    | A    | イ   | ↓                 | 短3度（仏式）              | ワーグナー、ドヴォルザーク、ラベル、エルガーなどに用例がある。                                                             |
| バス・クラリネット                                                       | 伊：clarinetto basso (clarone) 独：Bassklarinette 仏：clarinette basse 英：bass clarinet                                                                | A    | A    | イ   | ↓                 | 1オクターヴ+ 短3度（独式） | ワーグナー、ドヴォルザーク、ラベル、エルガーなどに用例がある。                                                             |
| コントラアルト・クラリネット                                             | 伊：clarinetto contra-alto 独：Kontra-altklarinette 仏：clarinette contralto 英：contra-alto clarinet                                                   | Es   | E♭   | 変ホ | ↓                 | 長6度（仏式）              | 吹奏楽・クラリネットアンサンブル等で使われ、重厚な響きを加える。                                                           |
| コントラアルト・クラリネット                                             | 伊：clarinetto contra-alto 独：Kontra-altklarinette 仏：clarinette contralto 英：contra-alto clarinet                                                   | Es   | E♭   | 変ホ | ↓                 | 1オクターヴ+ 長6度（独式） | 吹奏楽・クラリネットアンサンブル等で使われ、重厚な響きを加える。                                                           |
| コントラバス・クラリネット                                               | 伊：clarinetto contrabbasso 独：Kontrabass-klarinette 仏：clarinette contrebasse 英：contrabass clarinet                                                | B    | B♭   | 変ロ | ↓                 | 1オクターヴ+ 長2度（仏式） | 同上。 |
| コントラバス・クラリネット                                               | 伊：clarinetto contrabbasso 独：Kontrabass-klarinette 仏：clarinette contrebasse 英：contrabass clarinet                                                | B    | B♭   | 変ロ | ↓                 | 2オクターヴ+ 長2度（独式） | 同上。 |
| オクトコントラアルト・ クラリネット                                      | 伊：clarinetto octocontra-alto 独：oktokontra-alt klarinette 仏：clarinette octocontralto 英：octocontra-alto clarinet                                  | Es   | E♭   | 変ホ | ↓                 | 1オクターヴ+ 長6度（仏式） | ルブランのみにより製造された                                                                                               |
| オクトコントラアルト・ クラリネット                                      | 伊：clarinetto octocontra-alto 独：oktokontra-alt klarinette 仏：clarinette octocontralto 英：octocontra-alto clarinet                                  | Es   | E♭   | 変ホ | ↓                 | 2オクターヴ+ 長6度（独式） | ルブランのみにより製造された                                                                                               |
| オクトコントラバス・ クラリネット                                        | 伊：clarinetto octocontrabasso 独：oktokontrabass klarinette 仏：clarinette octocontrabasse 英：octocontrabass clarinet                                 | B    | B♭   | 変ロ | ↓                 | 2オクターヴ+ 長2度（仏式） | クラリネット族で最低音の楽器になり、ルブランとマーティン・フォークにのみ製造された。                                       |
| オクトコントラバス・ クラリネット                                        | 伊：clarinetto octocontrabasso 独：oktokontrabass klarinette 仏：clarinette octocontrabasse 英：octocontrabass clarinet                                 | B    | B♭   | 変ロ | ↓                 | 3オクターヴ+ 長2度（独式） | クラリネット族で最低音の楽器になり、ルブランとマーティン・フォークにのみ製造された。                                       |

## 主なメーカー
| メーカー、ブランド               | 国           | ソプラニーノ    | ソプラノ    | バセットクラリネット | バセットホルン | アルトクラリネット | バスクラリネット | コントラアルト | コントラバス | オクトコントラアルト | オクトコントラバス |
| -------------------------------- | ------------ | --------------- | ----------- | -------------------- | -------------- | ------------------ | ---------------- | -------------- | ------------ | -------------------- | ------------------ |
| RZクラリネット                   | チェコ       | E♭              | C、B♭、A、  |                      |                |                    | B♭               |                |              |                      |                    |
| アマティ                         | チェコ       | E♭              | C、B♭、A、G |                      |                |                    | B♭               |                |              |                      |                    |
| オットマール・ハンマーシュミット | オーストリア | G、E♭           | C、B♭、A、G | B♭、A                | F              | E♭                 | B♭               |                |              |                      |                    |
| オルシ                           | イタリア     | A♭、E♭          | B♭、G       |                      |                |                    |                  |                |              |                      |                    |
| シュヴェンク&セゲルケ            | ドイツ       | A♭、G、F、E♭、D | C、B♭、A、G | B♭、A、G             | F              |                    | B♭               |                | B♭           |                      |                    |
| ジュピター                       | 台湾         |                 | B♭          |                      |                |                    | B♭               |                |              |                      |                    |
| シュライバー                     | ドイツ       |                 | C、B♭、A    |                      |                |                    |                  |                |              |                      |                    |
| スティーブン・フォックス         | カナダ       | E♭、D           | C、B♭、A、G | C、B♭、A、G          | F              | E♭                 | B♭               |                |              |                      |                    |
| セルマーパリ                     | フランス     | E♭              | B♭、A       |                      | F              | E♭                 | B♭               | E♭             | B♭           |                      |                    |
| セルマーUSA                      | アメリカ     |                 | B♭          |                      |                |                    | B♭               |                |              |                      |                    |
| 美ら音工房 ヨーゼフ              | 日本         |                 | B♭、A       | A                    |                |                    |                  |                |              |                      |                    |
| ディーツ                         | ドイツ       | G,E♭、D         | C、B♭、A、G |                      | F              | E♭                 | B♭               |                |              |                      |                    |
| バックーン                       | カナダ       |                 | B♭、A       | A                    |                |                    | B♭               |                |              |                      |                    |
| ビュッフェ・クランポン           | フランス     | E♭、D           | C、B♭、A    | A                    | F              | E♭                 | B♭               | E♭             |              |                      |                    |
| ベネディクト・エッペルスハイム   | フランス     |                 |             |                      |                |                    |                  |                | B♭           |                      |                    |
| ヘルベルト・ヴーリッツァー       | ドイツ       | G、E♭、D        | B♭、A       | B♭、A                | F              | E♭                 | B♭               |                | B♭           |                      |                    |
| パトリコラ                       | イタリア     | E♭              | B♭、A       |                      |                |                    |                  |                |              |                      |                    |
| マーティン・フォアグ             | ドイツ       | A♭、G           | B♭、A、G    |                      | F              | E♭                 | B♭               | E♭             |              |                      | B♭                 |
| ヤマハ                           | 日本         | E♭              | B♭、A       |                      |                | E♭                 | B♭               |                |              |                      |                    |
| F.A.ユーベル                     | ドイツ       | E♭              | C、B♭、A    | A                    | F              |                    | B♭               |                |              |                      |                    |
| ライトナー＆クラウス             | ドイツ       | E♭、D           | C、B♭、A    | B♭、A                | F、E♭          |                    | B♭               |                |              |                      |                    |
| リドナー                         | アメリカ     | E♭              | C、B♭、A、  |                      |                |                    | B♭               |                |              |                      |                    |
| L.A.リパモンティ                 | イタリア     | A♭、E♭          | B♭、A、G    |                      |                |                    | B♭               |                | B♭           |                      |                    |
| ルイス・ロッシ                   | チリ         | E♭、D           | C、B♭、A    |                      |                |                    |                  |                |              |                      |                    |
| ルブラン                         | フランス     | A♭、E♭、D       | C、B♭、A    | A                    | F              | E♭                 | B♭               | E♭             | B♭           | E♭                   | B♭                 |
| ルブランUSA                      | アメリカ     |                 | B♭          |                      |                | E♭                 | B♭               | E♭             | B♭           |                      |                    |